# Архалук
Архалу́к (также аркалы́к, архалы́г (от тюрк. аркъалыкъ, азерб. arxalıq, груз. ახალუხი, арм. արխալուղ, перс. ارخالق‎) — кавказский плотно прилегающий к телу кафтан с высоким стоячим воротником. Для шитья архалуков использовали кашемир, атлас, сатин. На поясе архалук дополнялся кушаком. Некоторые архалуки застегивались до самой шеи. Иногда сближается с бешметом.

Архалук (архалух, архалык), тюркское наименование бешмета, употреблявшееся в Закавказье. Связано с названием спины, спинного хребта — «аркъа». (Традиционная одежда и форма терских, кубанских казаков)

Широко распространённая по всему Азербайджану разновидность верхней женской плечевой одежды. Их шили из тирьмы, различных шёлковых парчевых тканей и бархата.
Архалыг, как и чепкен, имеет подкладку, покрой его также плотно прилегает к телу. Часть же ней (ниже пояса) дополнялась подолом различной шириной, которая отделывалась плиссе или гофре. Кроились архалыги широким и прямым кроем, с боковых же сторон имели разрезы. Покрои рукавов также отличались. Некоторые из них были прямыми и длинными. Их шили в виде накладных рукавов, которые заканчивались рукавицей ниже локтя.
Свадебная и праздничная одежда обычно шилась из ценных тканей, которая в отличие от повседневной и рабочей одежды, украшалась различными золотыми и серебряными деталями.
Поверх «архалыга» женщины носили часто золотой или позолоченный серебряный пояс.
Существует также мужской вариант этой одежды.

### Архалук в России
Воспринятый от тюркских народов архалук широко использовался в России в XIX веке как дорожная и домашняя одежда. Архалук, в русском понимании, это кафтан или халат со стоячим воротником, элемент мужской одежды. Автопортрет О. А. Кипренского 1828 года запечатлел художника в архалуке. Известно также, что архалук из клетчатого материала носил А. С. Пушкин, в нем он запечатлен на картине Карла Мазера. Более того, Пушкин надевал архалук в день своей трагической дуэли; позже Наталья Николаевна Пушкина подарила этот предмет одежды другу Пушкина — П. В. Нащокину.
Я думаю, вам приятно будет иметь архалук, который был на нем в день его несчастной дуэли.Н. Н. Пушкина — П. В. Нащокину, 6 апр. 1837 г.
В середине XIX века архалук — часть военного обмундирования Кавказского, Кубанского, Черноморского казачьего войска. В 1859 году был издан указ для казачьего конного войска о вводе унифицированного обмундирования, в котором вместо «архалук» использовали слово «бешмет». Слово «архалук» также встречается в лексиконе уральских и сибирских казаков; в произведениях В. Я. Шишкова упоминаются архалуки из кожи.
Филька Шкворень сразу понял намёк хозяина, приподнялся на стременах и на ходу снял с себя кожаный архалук, чтоб было свободней вести любопытный разговор.В. Я. Шишков. Угрюм-река